# Morefield Reservoir
 (août 2019).
Le Morefield Reservoir – ou Morefield Canyon Reservoir – est un site archéologique du comté de Montezuma, dans le Colorado, aux États-Unis. Cet ancien réservoir anasazi est protégé au sein du parc national de Mesa Verde.